# Grand Prix Abu Zabi 2014
Grand Prix Abu Zabi 2014 (oficjalnie 2014 Formula 1 Etihad Airways Abu Dhabi Grand Prix) – dziewiętnasta eliminacja Mistrzostw Świata Formuły 1 w sezonie 2014, która odbyła się w dniach 21–23 listopada na torze Yas Marina na wyspie Yas, Abu Zabi.

## Lista startowa
Źródło: Wyprzedź Mnie!
Na niebieskim tle kierowcy biorący udział jedynie w piątkowych treningach
| Nr | Kierowca          | Zespół                        | Samochód               | Silnik                         | Opony |
| -- | ----------------- | ----------------------------- | ---------------------- | ------------------------------ | ----- |
| 1  | Sebastian Vettel  | Infiniti Red Bull Racing      | Red Bull RB10          | Renault Energy F1-2014 1.6T V6 | P     |
| 3  | Daniel Ricciardo  | Infiniti Red Bull Racing      | Red Bull RB10          | Renault Energy F1-2014 1.6T V6 | P     |
| 6  | Nico Rosberg      | Mercedes AMG Petronas F1 Team | Mercedes F1 W05 Hybrid | Mercedes-Benz PU106A 1.6T V6   | P     |
| 7  | Kimi Räikkönen    | Scuderia Ferrari              | Ferrari F14 T          | Ferrari 059/3 1.6T V6          | P     |
| 8  | Romain Grosjean   | Lotus F1 Team                 | Lotus E22              | Renault Energy F1-2014 1.6T V6 | P     |
| 10 | Kamui Kobayashi   | Caterham F1 Team              | Caterham CT05          | Renault Energy F1-2014 1.6T V6 | P     |
| 11 | Sergio Pérez      | Sahara Force India F1 Team    | Force India VJM07      | Mercedes-Benz PU106A 1.6T V6   | P     |
| 13 | Pastor Maldonado  | Lotus F1 Team                 | Lotus E22              | Renault Energy F1-2014 1.6T V6 | P     |
| 14 | Fernando Alonso   | Scuderia Ferrari              | Ferrari F14 T          | Ferrari 059/3 1.6T V6          | P     |
| 19 | Felipe Massa      | Williams Martini Racing       | Williams FW36          | Mercedes-Benz PU106A 1.6T V6   | P     |
| 20 | Kevin Magnussen   | McLaren Mercedes              | McLaren MP4-29         | Mercedes-Benz PU106A 1.6T V6   | P     |
| 21 | Esteban Gutiérrez | Sauber F1 Team                | Sauber C33             | Ferrari 059/3 1.6T V6          | P     |
| 22 | Jenson Button     | McLaren Mercedes              | McLaren MP4-29         | Mercedes-Benz PU106A 1.6T V6   | P     |
| 25 | Jean-Éric Vergne  | Scuderia Toro Rosso           | Toro Rosso STR9        | Renault Energy F1-2014 1.6T V6 | P     |
| 26 | Daniił Kwiat      | Scuderia Toro Rosso           | Toro Rosso STR9        | Renault Energy F1-2014 1.6T V6 | P     |
| 27 | Nico Hülkenberg   | Sahara Force India F1 Team    | Force India VJM07      | Mercedes-Benz PU106A 1.6T V6   | P     |
| 31 | Esteban Ocon      | Lotus F1 Team                 | Lotus E22              | Renault Energy F1-2014 1.6T V6 | P     |
| 37 | Adderly Fong      | Sauber F1 Team                | Sauber C33             | Ferrari 059/3 1.6T V6          | P     |
| 44 | Lewis Hamilton    | Mercedes AMG Petronas F1 Team | Mercedes F1 W05 Hybrid | Mercedes-Benz PU106A 1.6T V6   | P     |
| 46 | Will Stevens      | Caterham F1 Team              | Caterham CT05          | Renault Energy F1-2014 1.6T V6 | P     |
| 77 | Valtteri Bottas   | Williams Martini Racing       | Williams FW36          | Mercedes-Benz PU106A 1.6T V6   | P     |
| 99 | Adrian Sutil      | Sauber F1 Team                | Sauber C33             | Ferrari 059/3 1.6T V6          | P     |
| Nr | Kierowca          | Zespół                        | Samochód               | Silnik                         | Opony |

## Wyniki

### Sesje treningowe
Źródło: Wyprzedź Mnie!
| Sesja | Nr | Kierowca       | Konstruktor | Czas     | Okr. |
| ----- | -- | -------------- | ----------- | -------- | ---- |
| 1     | 44 | Lewis Hamilton | Mercedes    | 1:43,476 | 32   |
| 2     | 44 | Lewis Hamilton | Mercedes    | 1:42,113 | 35   |
| 3     | 6  | Nico Rosberg   | Mercedes    | 1:41,424 | 19   |

### Kwalifikacje
Źródło: Wyprzedź Mnie!
| Poz. | Nr | Kierowca          | Konstruktor          | Q1       | Q2       | Q3       | Poz. s. |
| --- | --- | ----------------- | -------------------- | -------- | -------- | -------- | ------- |
| 1 | 6 | Nico Rosberg      | Mercedes             | 1:41,308 | 1:41,459 | 1:40,480 | 1       |
| 2 | 44 | Lewis Hamilton    | Mercedes             | 1:41,207 | 1:40,920 | 1:40,866 | 2       |
| 3 | 77 | Valtteri Bottas   | Williams–Mercedes    | 1:42,346 | 1:41,376 | 1:41,025 | 3       |
| 4 | 19 | Felipe Massa      | Williams–Mercedes    | 1:41,475 | 1:41,144 | 1:41,119 | 4       |
| 5 | 26 | Daniił Kwiat      | Toro Rosso–Renault   | 1:42,302 | 1:42,082 | 1:41,908 | 5       |
| 6 | 22 | Jenson Button     | McLaren–Mercedes     | 1:42,137 | 1:41,875 | 1:41,964 | 6       |
| 7 | 7 | Kimi Räikkönen    | Ferrari              | 1:42,439 | 1:42,168 | 1:42,236 | 7       |
| 8 | 14 | Fernando Alonso   | Ferrari              | 1:42,467 | 1:41,940 | 1:42,866 | 8       |
| 9 | 20 | Kevin Magnussen   | McLaren–Mercedes     | 1:42,104 | 1:42,198 | –        | 9       |
| 10 | 25 | Jean-Éric Vergne  | Toro Rosso–Renault   | 1:42,413 | 1:42,207 | –        | 10      |
| 11 | 11 | Sergio Pérez      | Force India–Mercedes | 1:42,654 | 1:42,239 | –        | 11      |
| 12 | 27 | Nico Hülkenberg   | Force India–Mercedes | 1:42,444 | 1:42,384 | –        | 12      |
| 13 | 99 | Adrian Sutil      | Sauber–Ferrari       | 1:42,746 | 1:43,074 | –        | 13      |
| 14 | 8 | Romain Grosjean   | Lotus–Renault        | 1:42,768 | –        | –        | PIT     |
| 15 | 21 | Esteban Gutiérrez | Sauber–Ferrari       | 1:42,819 | –        | –        | 14      |
| 16 | 13 | Pastor Maldonado  | Lotus–Renault        | 1:42,860 | –        | –        | 15      |
| 17 | 10 | Kamui Kobayashi   | Caterham–Renault     | 1:44,540 | –        | –        | 16      |
| 18 | 46 | Will Stevens      | Caterham–Renault     | 1:45,095 | –        | –        | 17      |
| Zdyskwalifikowani | |                   |                      |          |          |          |         |
| | 3 | Daniel Ricciardo  | Red Bull–Renault     | 1:42,204 | 1:41,692 | 1:41,267 | PIT     |
| | 1 | Sebastian Vettel  | Red Bull–Renault     | 1:42,495 | 1:42,147 | 1:41,893 | PIT     |
| Poz. | Nr | Kierowca          | Konstruktor          | Q1       | Q2       | Q3       | Poz. s. |
| \| Legenda \| Legenda \| \| ------------------------ \| ---------------------------------------------------------------------------------------------------------------------------------------------------------------------------------------------------------------------------------------------------------------- \| \| Poz. Nr Q1 Q2 Q3 Poz. s. \| Pozycja zajęta w sesji kwalifikacyjnej Numer startowy kierowcy Wynik uzyskany w pierwszej części kwalifikacji Wynik uzyskany w drugiej części kwalifikacji Wynik uzyskany w trzeciej części kwalifikacji Pozycja startowa po uwzględnięniu kar, przesunięć, itp. \| | |                   |                      |          |          |          |         |
| Legenda | |                   |                      |          |          |          |         |
| Poz. Nr Q1 Q2 Q3 Poz. s. | Pozycja zajęta w sesji kwalifikacyjnej Numer startowy kierowcy Wynik uzyskany w pierwszej części kwalifikacji Wynik uzyskany w drugiej części kwalifikacji Wynik uzyskany w trzeciej części kwalifikacji Pozycja startowa po uwzględnięniu kar, przesunięć, itp. |                   |                      |          |          |          |         |

### Wyścig
Źródło: Wyprzedź Mnie!
| P                 | + / –     | Nr | Kierowca          | Konstruktor          | Okr. | Czas / Strata       | Komentarz |
| ----------------- | --------- | -- | ----------------- | -------------------- | ---- | ------------------- | --------- |
| 1                 | 1         | 44 | Lewis Hamilton    | Mercedes             | 55   | 1h39m02,619         |           |
| 2                 | 2         | 19 | Felipe Massa      | Williams–Mercedes    | 55   | +0:02,576           |           |
| 3                 | Bez zmian | 77 | Valtteri Bottas   | Williams–Mercedes    | 55   | +0:28,880           |           |
| 4                 | 15        | 3  | Daniel Ricciardo  | Red Bull–Renault     | 55   | +0:37,237           |           |
| 5                 | 1         | 22 | Jenson Button     | McLaren–Mercedes     | 55   | +1:00,334           |           |
| 6                 | 6         | 27 | Nico Hülkenberg   | Force India–Mercedes | 55   | +1:02,148           | [ a ]     |
| 7                 | 4         | 11 | Sergio Pérez      | Force India–Mercedes | 55   | +1:11,060           |           |
| 8                 | 12        | 1  | Sebastian Vettel  | Red Bull–Renault     | 55   | +1:12,045           |           |
| 9                 | 1         | 14 | Fernando Alonso   | Ferrari              | 55   | +1:25,813           |           |
| 10                | 3         | 7  | Kimi Räikkönen    | Ferrari              | 55   | +1:27,820           |           |
| 11                | 2         | 20 | Kevin Magnussen   | McLaren–Mercedes     | 55   | +1:30,376           |           |
| 12                | 2         | 25 | Jean-Éric Vergne  | Toro Rosso–Renault   | 55   | +1:31,947           |           |
| 13                | 5         | 8  | Romain Grosjean   | Lotus–Renault        | 54   | +1 okr              | [ 4 ]     |
| 14                | 13        | 6  | Nico Rosberg      | Mercedes             | 54   | +1 okr              |           |
| 15                | 1         | 21 | Esteban Gutiérrez | Sauber–Ferrari       | 54   | +1 okr              |           |
| 16                | 3         | 99 | Adrian Sutil      | Sauber–Ferrari       | 54   | +1 okr              |           |
| 17                | Bez zmian | 46 | Will Stevens      | Caterham–Renault     | 54   | +1 okr              |           |
| Niesklasyfikowani |           |    |                   |                      |      |                     |           |
|                   |           | 10 | Kamui Kobayashi   | Caterham–Renault     | 42   | wibracje w bolidzie |           |
|                   |           | 13 | Pastor Maldonado  | Lotus–Renault        | 26   | silnik              |           |
|                   |           | 26 | Daniił Kwiat      | Toro Rosso–Renault   | 14   | elektryka           |           |
| P                 | + / –     | Nr | Kierowca          | Konstruktor          | Okr. | Czas / Strata       | Komentarz |

### Najszybsze okrążenie
Źródło: Wyprzedź Mnie!
| Nr | Kierowca         | Konstruktor      | Czas     | Okr. |
| -- | ---------------- | ---------------- | -------- | ---- |
| 3  | Daniel Ricciardo | Red Bull–Renault | 1:44,496 | 50   |

### Prowadzenie w wyścigu
Źródło: Racing–Reference.info
| Nr                              | Kierowca       | Okrążenia          | Suma |
| ------------------------------- | -------------- | ------------------ | ---- |
| 44                              | Lewis Hamilton | 1-10, 12-31, 44-55 | 39   |
| 19                              | Felipe Massa   | 31-44              | 13   |
| 6                               | Nico Rosberg   | 1, 10-12           | 3    |
| \| Wykres \| \| ------ \| \| \| |                |                    |      |
| Wykres                          |                |                    |      |
|                                 |                |                    |      |

## Klasyfikacja po zakończeniu wyścigu

### Kierowcy
| P                 | +/− | Kierowca          | Starty | Punkty | P1 | P2 | P3 | PP | NO | NS |
| ----------------- | --- | ----------------- | ------ | ------ | -- | -- | -- | -- | -- | -- |
| 1                 | 0   | Lewis Hamilton    | 19     | 384    | 11 | 3  | 2  | 7  | 7  | 3  |
| 2                 | 0   | Nico Rosberg      | 19     | 317    | 5  | 10 | –  | 11 | 5  | 2  |
| 3                 | 0   | Daniel Ricciardo  | 19     | 238    | 3  | –  | 5  | –  | 1  | 2  |
| 4                 | +2  | Valtteri Bottas   | 19     | 186    | –  | 2  | 4  | –  | 1  | 1  |
| 5                 | −1  | Sebastian Vettel  | 19     | 167    | –  | 1  | 3  | –  | 1  | 3  |
| 6                 | −1  | Fernando Alonso   | 19     | 161    | –  | 1  | 1  | –  | –  | 2  |
| 7                 | +1  | Felipe Massa      | 19     | 134    | –  | 1  | 2  | 1  | 1  | 3  |
| 8                 | −1  | Jenson Button     | 19     | 126    | –  | –  | 1  | –  | –  | 1  |
| 9                 | 0   | Nico Hülkenberg   | 19     | 96     | –  | –  | –  | –  | –  | 2  |
| 10                | +2  | Sergio Pérez      | 18     | 59     | –  | –  | 1  | –  | 1  | 3  |
| 11                | −1  | Kevin Magnussen   | 19     | 55     | –  | 1  | –  | –  | –  | 1  |
| 12                | −1  | Kimi Räikkönen    | 19     | 55     | –  | –  | –  | –  | 1  | 1  |
| 13                | 0   | Jean-Éric Vergne  | 19     | 22     | –  | –  | –  | –  | –  | 5  |
| 14                | 0   | Romain Grosjean   | 19     | 8      | –  | –  | –  | –  | –  | 6  |
| 15                | 0   | Daniił Kwiat      | 19     | 8      | –  | –  | –  | –  | –  | 5  |
| 16                | 0   | Pastor Maldonado  | 18     | 2      | –  | –  | –  | –  | –  | 5  |
| 17                | 0   | Jules Bianchi     | 15     | 2      | –  | –  | –  | –  | –  | 3  |
| 18                | 0   | Adrian Sutil      | 19     | 0      | –  | –  | –  | –  | –  | 7  |
| 19                | 0   | Marcus Ericsson   | 16     | 0      | –  | –  | –  | –  | –  | 5  |
| 20                | 0   | Esteban Gutiérrez | 19     | 0      | –  | –  | –  | –  | –  | 6  |
| 21                | 0   | Max Chilton       | 16     | 0      | –  | –  | –  | –  | –  | 3  |
| 22                | 0   | Kamui Kobayashi   | 15     | 0      | –  | –  | –  | –  | –  | 6  |
| 23                | N   | Will Stevens      | 1      | 0      | –  | –  | –  | –  | –  | –  |
| Niesklasyfikowani |     |                   |        |        |    |    |    |    |    |    |
|                   |     | André Lotterer    | 1      | –      | –  | –  | –  | –  | –  | 1  |
| P                 | +/− | Kierowca          | Starty | Punkty | P1 | P2 | P3 | PP | NO | NS |

### Konstruktorzy
| P  | +/− | Konstruktor             | Starty | Punkty | P1 | P2 | P3 | PP | NO | NS |
| -- | --- | ----------------------- | ------ | ------ | -- | -- | -- | -- | -- | -- |
| 1  | 0   | Mercedes                | 38     | 701    | 16 | 13 | 2  | 18 | 12 | 5  |
| 2  | 0   | Red Bull Racing Renault | 38     | 405    | 3  | 1  | 8  | –  | 3  | 5  |
| 3  | 0   | Williams Mercedes       | 38     | 319    | –  | 3  | 6  | 1  | 1  | 4  |
| 4  | 0   | Ferrari                 | 38     | 216    | –  | 1  | 1  | –  | 1  | 3  |
| 5  | 0   | McLaren Mercedes        | 38     | 181    | –  | 1  | 1  | –  | –  | 2  |
| 6  | 0   | Force India Mercedes    | 37     | 155    | –  | –  | 1  | –  | 1  | 5  |
| 7  | 0   | STR Renault             | 38     | 30     | –  | –  | –  | –  | –  | 10 |
| 8  | 0   | Lotus Renault           | 37     | 10     | –  | –  | –  | –  | –  | 11 |
| 9  | 0   | Marussia Ferrari        | 31     | 2      | –  | –  | –  | –  | –  | 6  |
| 10 | 0   | Sauber Ferrari          | 38     | 0      | –  | –  | –  | –  | –  | 13 |
| 11 | 0   | Caterham Renault        | 33     | 0      | –  | –  | –  | –  | –  | 12 |
| P  | +/− | Konstruktor             | Starty | Punkty | P1 | P2 | P3 | PP | NO | NS |